# Toribio Sánchez Beltrán de Guevara
Toribio Sánchez Beltrán de Guevara (mort en 1928) fou un metge i polític espanyol, diputat a les Corts Espanyoles durant la restauració borbònica.

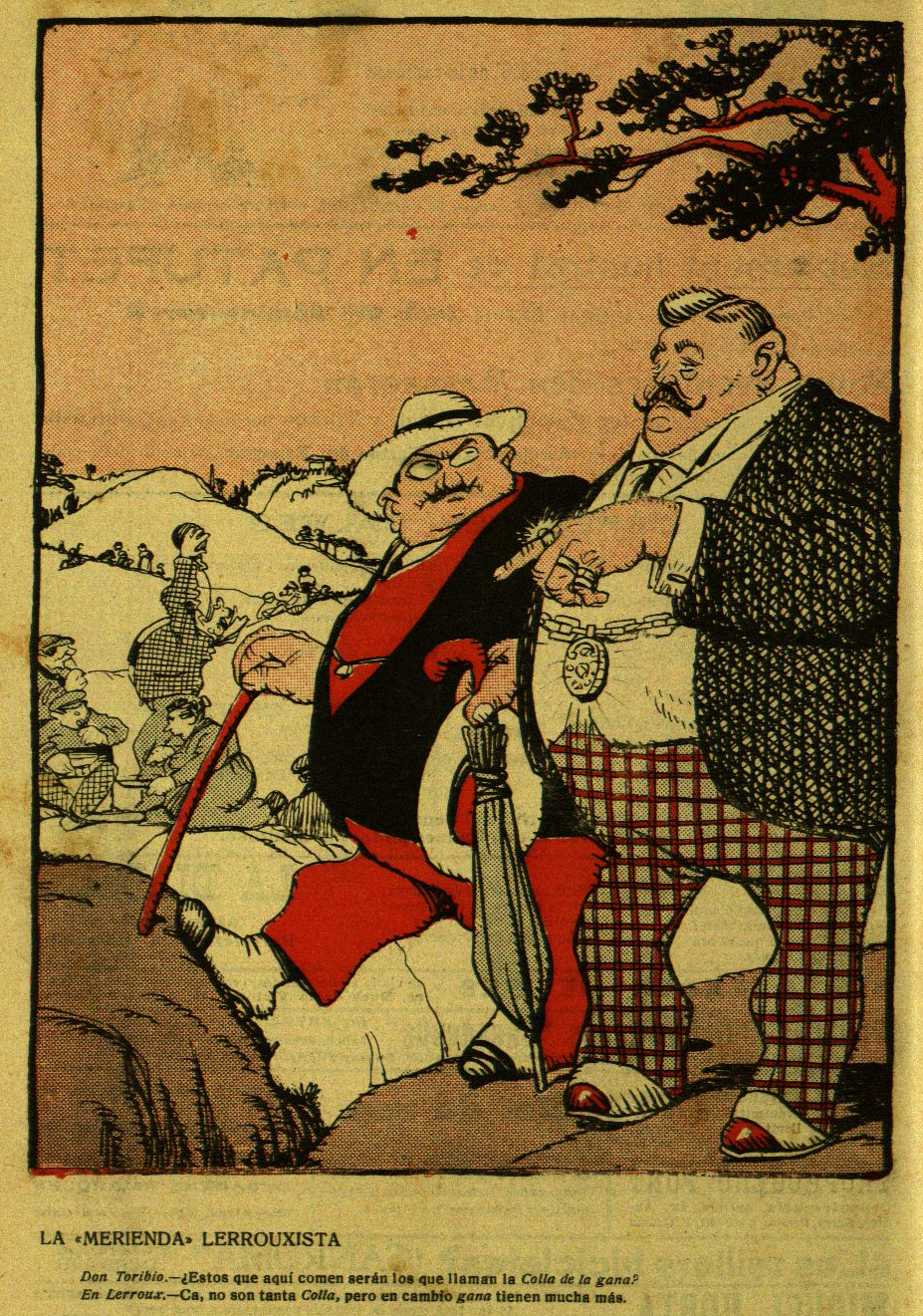
Lerroux i Toribio (¡Cu-Cut!, 1910)

D'origen basc, es llicencià en medicina i emigrà a l'Argentina. S'establí a Rosario (província de Santa Fe), on va fer fortuna i gaudí de gran prestigi entre la colònia espanyola degut a la seva condició de metge. En 1908 fou visitat per Alejandro Lerroux, qui el va convèncer de finançar el Partit Republicà Radical de i presentar-se com a candidat per Barcelona a les eleccions generals espanyoles de 1910. Després de ser escollit sense gairebé participar en la campanya electoral, va jurar el càrrec però no va intervenir en les discussions parlamentàries. Sembla que en 1912 va tornar a Rosario, on el governador provincial de Santa Fe li demanà que fes de mitjancer entre arrendataris i terratinents en el conflicte conegut com a Grito de Alcorta.